# ماراتة ناعمة
ماراتة ناعمة (الاسم العلمي:Marattia laevis) هي نوع من النباتات تتبع جنس الماراتة من الفصيلة الماراتية.